# إبراهيم كندي (غرمي)
إبراهيم كندي (بالإنجليزية: Ebrahim Kandi, Germi)‏ هي مستوطنة تقع في قسم بائين برزند الريفي (مقاطعة غرمي) في إيران. يقدر عدد سكانها بـ 128 نسمة .